# سان لو
سان لو (بالفرنسية: Saint-Lô، وتُلفظ: [sɛ̃ lo]) هي بلدية تقع شمال غرب فرنسا، وهي عاصمة إقليم المانش في منطقة نورماندي.
تُعد سان لو ثاني أكبر مدينة في إقليم المانش بعد شربورغ، لكنها تظل أكبر محافظة في الإقليم. بالإضافة لذلك، تُعد سان لو مركزًا إداريًا لدائرة إدارية وكانتونين (سان لو–1 وسان لو–2).
يقطن هذه البلدية 18,931 مواطنًا، ويُطلق على سكانها اسم سان لوا (سان لواز للجمع). هناك أيضًا أسماء أخرى مثل لودوا (لودواز) ولوديان (لوديين) أو لودينيان (لودينيين). قدمت سان لو الكثير من الشهداء خلال الحرب العالمية الثانية، وزُينت عام 1948 بوسام جوقة الشرف، ومُنحت لقب «عاصمة الأنقاض»، وقد روّج لتلك العبارة الكاتب الإيرلندي صمويل بيكيت.

## جغرافيا

### الموقع
تقع سان لو في مركز إقليم المانش، منتصف سان لوا بوكاج، وتبعد نحو 57 كلم غرب مدينة كاين و78 كلم جنوب مدينة شربورغ و119 كلم شمال مدينة رين.
كان اسم المدينة عند إنشائها بريوفيرا، وتأسست على بروز صخري من حجر الشيست الذي ينتمي لنجد أرموريكان الواقع في شبه جزيرة كوتنتان، بين ملتقى نهر الفير -الذي يجري في مركز المدينة- ونهري دولي وتورتيرون. يُعرف قلب المدينة التاريخي بـ L'Enclos، وهو موقع مسور ومحاط، وملائم جدًا للدفاع.
تشكل بلدية سان كروا دو سان لو القسم الشرقي من بلدية سان لو، وتقع جنوب سان توماس دو سان لو، وُضمت إلى البلدية في عام 1964.

### المناخ
يُعتبر مناخ سان لو مناخًا محيطيًا، ويتسم بشتاء خفيف وصيف معتدل. يبلغ المتوسط السنوي للهطولات المطرية نحو 800 إلى 900 مم في السنة. يتكرر هطول الأمطار خلال السنة، لكنه أكثر غزارة في الخريف والشتاء جراء الاضطرابات القادمة من المحيط الأطلنطي. نادرًا ما يكون الهطول كثيفًا، فيتساقط المطر أغلب الأحيان على شكل رذاذ. يبلغ متوسط درجة الحرارة 10 درجات مئوية. في الشتاء، تتراوح درجات الحرارة وسطيًا بين 1 و7 درجات مئوية. يمر على سان لو نحو 30 إلى 40 يومًا من الصقيع في السنة. في الصيف، تبلغ درجات الحرارة وسطيًا نحو 20 درجة مئوية.

### النقل
تقع سان لو في مركز إقليم المانش، لذا تُعد المدينة عقدة مواصلات بين شبه جزيرة كوتنتان والمانش الجنوبي.

#### الطرق
تقع سان لو في منتصف المسافة الواقعة على طول محور بايو–كوتانس (RD 972). نُظم طريق فرعي في ثمانينيات القرن الماضي ليسمح بتفادي الازدحام المروري في المدينة من طرفها الجنوبي. عند افتتاح مرفأ شربورغ، قررت منطقة نورماندي وإقليم شربورغ بناء طريق مزدوج، يُعرف باسم (RN 174). الطريق السابق جزء من جادة E03 الأوروبية التي تصل مباشرة بـرين وأوروبا من الجنوب عبر تقاطع الطرق في غلبرفي. حاليًا، يربط القسم الجنوبي من التقاطع مدينة سان لو مباشرة بالطريق السيار (طريق سريع) A84 الذي يسمح بوصول الدراجات النارية إلى كاين ورين. في المقابل، سيسمح القسم الشمالي من التقاطع، الذي يجري بناؤه حاليًا، بوصول المركبات إلى شربورغ وإنجلترا عبر الطريق الرئيسي 13. وسيساهم بناء الطريق السريع بتحوّل الطريق الدائري الجنوبي الصغير المتجه غربًا إلى طريق فرعي حضري. سيساعد أيضًا على نمو وتوسع مناطق تجارية جديدة، والتي ستساهم بدورها -وبشكل كبير- في نمو التجمع السابق.

## برامج توأمة
عقدت بلدة سان لو اتفاقات توأمة مع:
- سان غيلان، بلجيكا، منذ 9 سبتمبر عام 1962
- آلن، ألمانيا، منذ 3 يونيو عام 1979
- كرايستشيرش، منذ 20 أبريل عام 1985[12]
- روانوك، الولايات المتحدة (منذ 19 يونيو عام 1999)